# توشيهيكو ساهاشي
توشيهيكو ساهاشي (佐橋俊彦 ساهاشي توشيهيكو) هو ملحن ياباني ولد في 12 نوفمبر 1959م في طوكيو.

## دراسته
تخرج من جامعة طوكيو للفنون.

## أعماله في السينما اليابانية
- ألترامان تيغا، ألترامان داينا وألترامان غايا: معركة الفضاء الخارق
- ألترامان ميبيوس والإخوة ألترامان
- فيلم كامن رايدر دين-أو آند كيفا: كلايماكس ديكا (يالتعاون مع تسونيوشي سايتو)
- وداع كامن رايدر دين-أو: العد التنازلي الأخير
- فيلم جودين سنتاي كيوريوجر: غابورينتشو أوف ميوزيك
- جودين سنتاي كيوريوجر في مواجهة غو-باسترز: معركة الديناصورات الكبرى! وداعا يا رفاقنا الأبديين (بالتعاون مع ميغومي أوهاشي)
- ريشا سنتاي توكيوجر في مواجهة كيوريوجر ذا موفي (بالتعاون مع كي هانيوكا)

## أعماله في الدراما اليابانية
- يامادا-كن والساحرات السبع

## أعماله في التوكوساتسو
- غيكيسو سنتاي كاررينجر
- سيجو سنتاي غينغامان
- ألترامان غايا
- كامن رايدر كوغا
- كامن رايدر أغيتو
- كامن رايدر هيبيكي
- ألترامان ميبيوس
- كامن رايدر دين-أو
- توميكا هيرو ريسكيو فاير
- دايماجين كانون
- جودين سنتاي كيوريوجر

## أعماله في الأنمي

### مسلسلات أنمي تلفزيونية
- البدلة المتنقلة جاندام سيد
- البدلة المتنقلة جاندام سيد ديستني
- جانسلينجر جيرل
- بلاك بلاد براذرز
- فل ميتال بانيك!
- فل ميتال بانيك؟ فوموفو
- فل ميتال بانيك! The Second Raid
- فل ميتال بانيك! Invisible Victory
- القناص
- كاتيكيو هيتمان ريبورن!
- تسوكيكاغي ران
- إنجل لينكس
- ذا بيغ أو
- غوست سويبر ميكامي
- جير فايتر دندو
- ويسل!
- زيبانغ
- سيمون
- أبي الحنون
- إيليمنت هنتر
- سيكريد سفن
- سينت سيا أوميغا
- غنجي تسوشين أغيداما
- كوتشيكامي (بالتعاون مع ريو يونيميتسو)
- أبطال الديجيتال:
- تشاتشا ذات الرداء الأحمر (بالتعاون مع أوسامو تيزوكا)
- دليل الأمير العبقري لتخليص الدولة من ديونها

### أنمي الإنترنت
- سينت سيا: سول أوف غولد
- سينت سيا: سينتيا شو

### أوفا أنمي
- القناص
- القناص: جزيرة الجشع
- القناص: نهاية جزيرة الجشع
- فاتال فيوري 2
- فيوتشر GPX سايبر فورميولا SAGA
- فيوتشر GPX سايبر فورميولا SIN

### أفلام أنمي
- فاتال فيوري: ذا موشن بيكتشر
- كوتشيكامي ذا موفي
- كوتشيكامي ذا موفي 2: هجوم الأطباق الطائرة! عملية تورنيدو!!
- ملك الشوك

## أعماله في ألعاب الفيديو
- بلو ستينغر
- ماجين آند ذا فورسيكن كينغدوم

## وصلات خارجية
- توشيهيكو ساهاشي على موقع IMDb (الإنجليزية)
- توشيهيكو ساهاشي على موقع ألو سيني (الفرنسية)
- توشيهيكو ساهاشي على موقع ميوزك برينز (الإنجليزية)
- توشيهيكو ساهاشي على موقع أول ميوزيك (الإنجليزية)
- توشيهيكو ساهاشي على موقع ديسكوغز (الإنجليزية)
- توشيهيكو ساهاشي على موقع قاعدة بيانات الفيلم (الإنجليزية)
- توشيهيكو ساهاشي على موقع كينوبويسك (الروسية)
- توشيهيكو ساهاشي على موقع ANN person (الإنجليزية)